# سرو زیبد

سرو زیبد

سرو زیبَد یا سرو نوش زیبَد درخت کهنسال و مقدسی در روستای زیبد گناباد خراسان رضوی است که بنا بر نوشته‌ها بیش از دو هزار سال قدمت دارد و درخت مقدسی است که مورد احترام و تکریم اهالی بوده‌است. این درخت در دی ماه ۱۳۹۹ در فهرست میراث طبیعی، استان خراسان رضوی ثبت و در جلسه تاریخ ۳/۱۲/۹۹ شورای ملی ثبت میراث طبیعی کشور وزارت میراث فرهنگی، گردشگری و صنایع دستی ثبت ملی شد.

## قدمت سرو زیبد
ماهنامه باران کویر در شماره ۶۲ اسفند ۱۳۹۹ در گزارشی از چگونگی ثبت این درخت نوشته‌است:"این درخت تنها موجود زنده چند هزار ساله منطقه است که در سینه خود رازهای چند هزار ساله فراوانی دارد، از راز و نیاز مشکل دارانی که گره و حلقه بر شاخه‌های این درخت زده‌اند، تا جویندگان خوشبختی؛ آنکه فرزند خود را گم کرده؛ آنکه بدنبال برگشت یار و دلدار خود بوده؛ میراب و کشاورزان که در گرمای تابستان در سایه آن جمع می‌شدند و فنجان (پنگان) و گذشت زمان را نظاره می‌کردند و خاطرات از دور و نزدیک می‌گفتند؛ از جشنها و غم‌ها از آش نذری‌ها، اسپند دود کردنها و قربانی کردن و خیلی رازهای دیگر … رهگذران خسته ای که در سایه اش آرامیده‌اند، پرندگان مهاجری که هر سال بر روی شاخه‌هایش نشسته و آرامش گرفته‌اند. برق شمشیر راهزنان یا جنگجویان، لشکر کشی سپاه توران و ایران در حماسه جنگ دوازده‌رخ و بسیاری از رویدادهایی که هرگز در جایی ثبت نشده‌است. این درخت اگر زبان داشت چه رازهایی را می‌گشود و چه قصه‌هایی را ندا می‌کرد، از سرای زندگی، از قحطی، خشکسالی، زلزله ویرانگر؛ از ابر گَرد و غُباری که از زلزله کاخک بسوی زیبد آمد، از مهاجرت، از وبا و مرگ و میر از زندگی و قصه می‌گفت از عمو نوروز قصه زندگی آتشگهی دیرینه پابر جا. بنا بر نظر کارشناسان این درخت بیش از دو هزار سال قدمت داردو بازمانده از بقایای یک عبادتگاه ادیان قبل از اسلام است. ارتفاع آن حدود ۲۰ متر و تنه درخت ۶ متر است.
مدیرکل میراث فرهنگی، گردشگری و صنایع دستی خراسان رضوی گفت:هزار و ۷۰۰ اثر تاریخی، طبیعی و فرهنگی از استان خراسان رضوی تاکنون در فهرست میراث طبیعی و ملی ایران ثبت شده‌اند. این تعداد اثر که از سال ۱۳۱۰ تاکنون ثبت و دارای شماره ملی شده‌اند شامل ۹۳۰ بنای تاریخی، ۴۷۱ تپه و محوطه تاریخی، ۵۸ مورد میراث معنوی، ۲۸ مکان رویداد انقلاب اسلامی، چهار اثر طبیعی و دو اثر منقول است. سه اثر طبیعی دیگر نیز شامل چنار کهنسال میدان شهر کاخک، سرونوش کهنسال زیبد و سرو نوش کهنسال روستای سنو همگی در محدوده شهرستان گناباد در جنوب خراسان رضوی قرار دارند. 
رئیس اداره میراث فرهنگی، صنایع دستی و گردشگری گناباد گفت: ۱۲ آیین گناباد نظیر غذاها و بازیهای بومی و محلی تاکنون در فهرست آثار ملی کشور به ثبت رسیده و پرونده ۲۵ آیین سنتی دیگر تدوین و برای ثبت ارسال شده‌است. وی افزود: ۲۲ پرونده آثار تاریخی شهرستان گناباد هم برای ثبت در فهرست آثار ملی ارسال شده‌است. همچنین ۱۲ درخت قدیمی گهنسال گناباد هم واجد شرایط ثبت در فهرست آثار میراث طبیعی کشور هستندکه در استان ثبت شده و در فهرست ملی قرار خواهند گرفت
وی مهم‌ترین این درختان را چنارهای قدیمی شهر کاخک و خورک این بخش، درختان توت پیرعلی و سادات و درخت چنار قنات جهانی قصبه و درختان قدیمی دهستان زیبد، روستاهای روچی، سنو، شیراز آباد و فودنجان ذکر کرد.
از مجموع ۲۵۰ اثر تاریخی شناسایی شده در گناباد ۱۴۸ اثر در فهرست آثار ملی به ثبت رسیده‌است که در این میان قنات قصبه به عنوان تنها اثر ثبت شده خراسان رضوی در فهرست آثار جهانی یونسکو از جایگاه خاصی برخوردار است و از مجموع آثار تاریخی و گردشگری گناباد ۶۰ اثر سابقه چند هزار ساله دارد.

## کاربرد

کوه زیبد گناباد

برای تزئین نخل محرم در روزهای تاسوعا و عاشورا از برگها و شاخه‌های این درخت استفاده می‌شود در گذشته مورد تقدس بوده و بر ان پارچه و رُوش (نوار پارچه ای) گره می‌زده‌اند تا بخت آنها باز شود یا به مصیبتی گرفتار نشوند. این درخت دومین درخت کهنسال ایران بعد از درخت سرو ابر کوه است. این درخت از نمادهای دوره ادیان کهن ایرانی است. زمانی در اعیاد و عزاداری‌ها به دور آن جمع می‌شده‌اند و اش نذری می‌داده‌اند.

## جایگاه سرو در ادبیات کهن فارسی
"سر به آزادگی از خلق برآرم چون سرو"
همه ما می‌دانیم درخت سرو همیشه‌سبز است و می‌توان گفت که هیچ‌گاه روی خزان را نمی‌بیند. علاوه بر این ویژگی برجسته، درخت سرو، مقاومت بسیار خوبی نیز در برابر خشکسالی داشته و در برابر طوفان‌ها نیز مستحکم است، آن‌هم به حدی که تا روی زمین خم می‌شود، ولی هرگز کمر آن نمی‌شکند و استوار باقی می‌ماند.
در ادبیات فارسی و در توصیفاتی که به‌طورمعمول از معشوق صورت می‌گیرد به سراغ بلندقامتی ایشان رفته و وی را بسان سرو می‌دانند.
- برای مثال بیدل می‌فرماید:

نیست سرو از بی‌بری ممنون احسان بهار/ بار منت خم نسازد گردن آزاده را
و یا اوحدی مراغه‌ای در جایی به قامت رعنا و ایستاده سرو اشاره کرده:
ای سرو که اسباب جوانی همه داری/ با ما به جفا پنجه مینداز که پیریم
- و درنهایت نیز به بیتی از سعدی بسنده می‌کنیم:

سرو را قامتِ خوب است و قمر را رخ زیبا/ تو نه آنی و نه اینی که هم این است و هم آنت
احتمالاً تابه‌حال با حکاکی‌هایی از درخت سرو که در پرسپولیس انجام شده‌است برخورده‌اید. باید به این نکته نیز اشاره کنیم که در فرهنگ ایران باستان، درخت سرو نشان اهورامزدا است؛ بنابراین کاشت این درخت، مقدس بوده و به‌وفور صورت می‌گرفته‌است.
- ابیاتی از شاهنامه

یکی سرو آزاده بود از بهشت
به پیش در آذر آن را بکشت
نبشتی بر زاد سرو سهی
که پذرفت گشتاسپ دین بهی

## نگارخانه

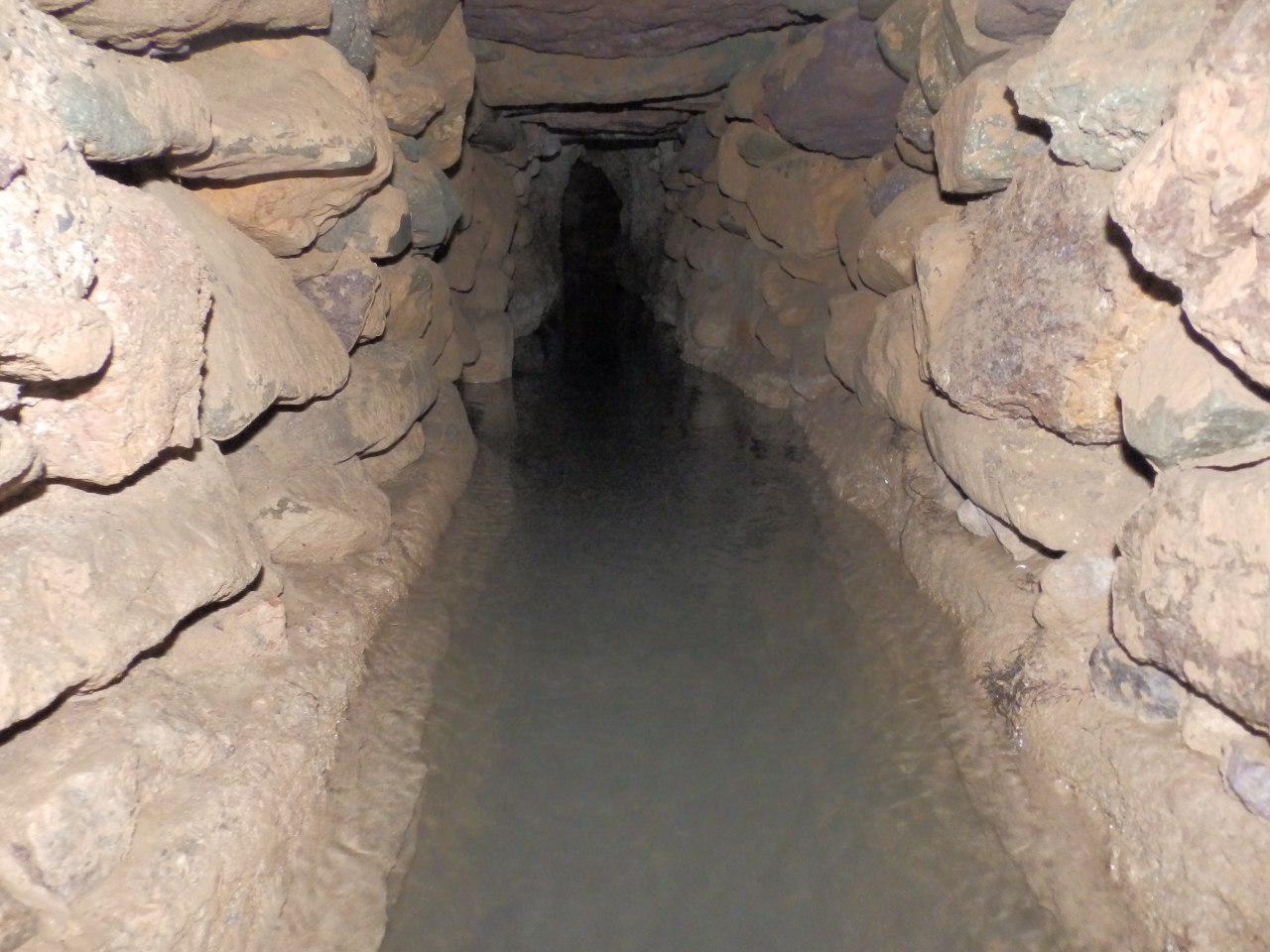
کاریز زیبَد گناباد در بدترین دوره خشکسالی یک قرن اخیر
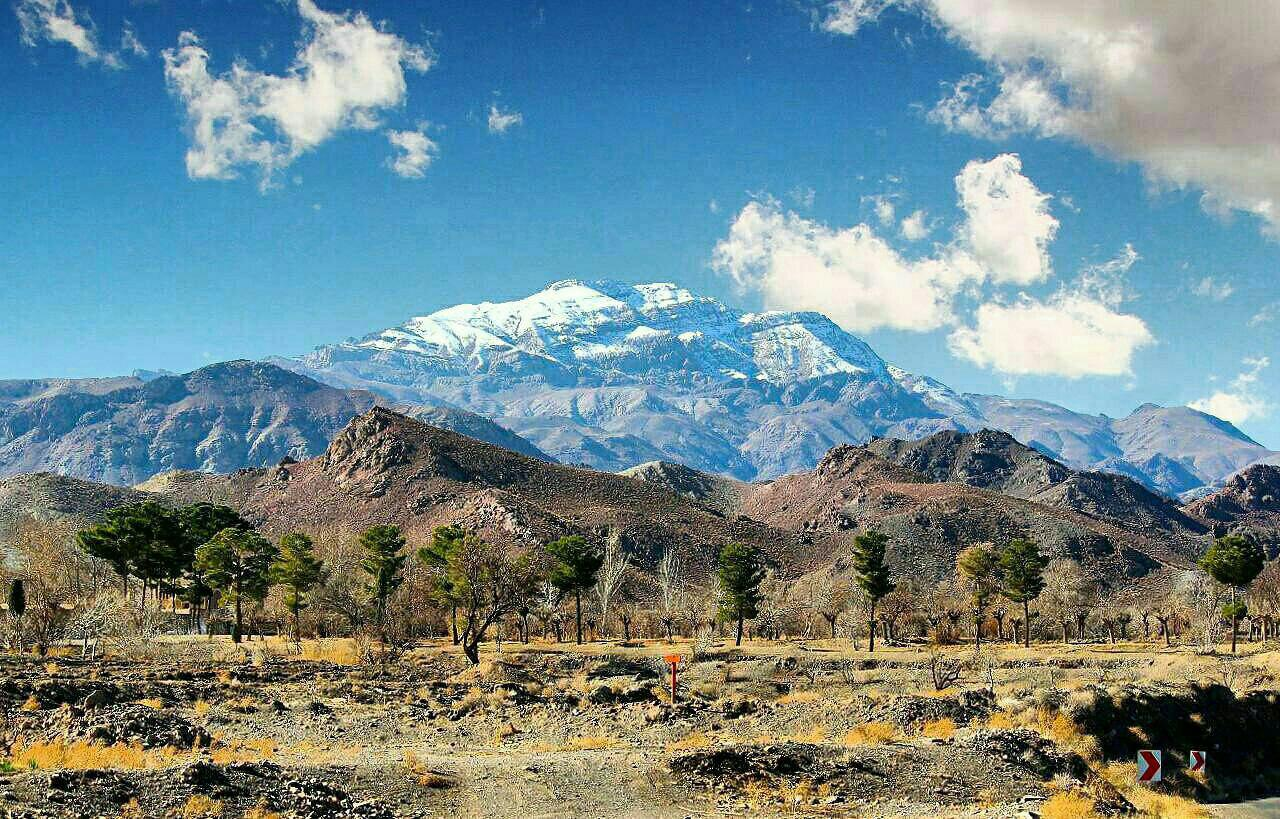
کوه زیبَد گناباد
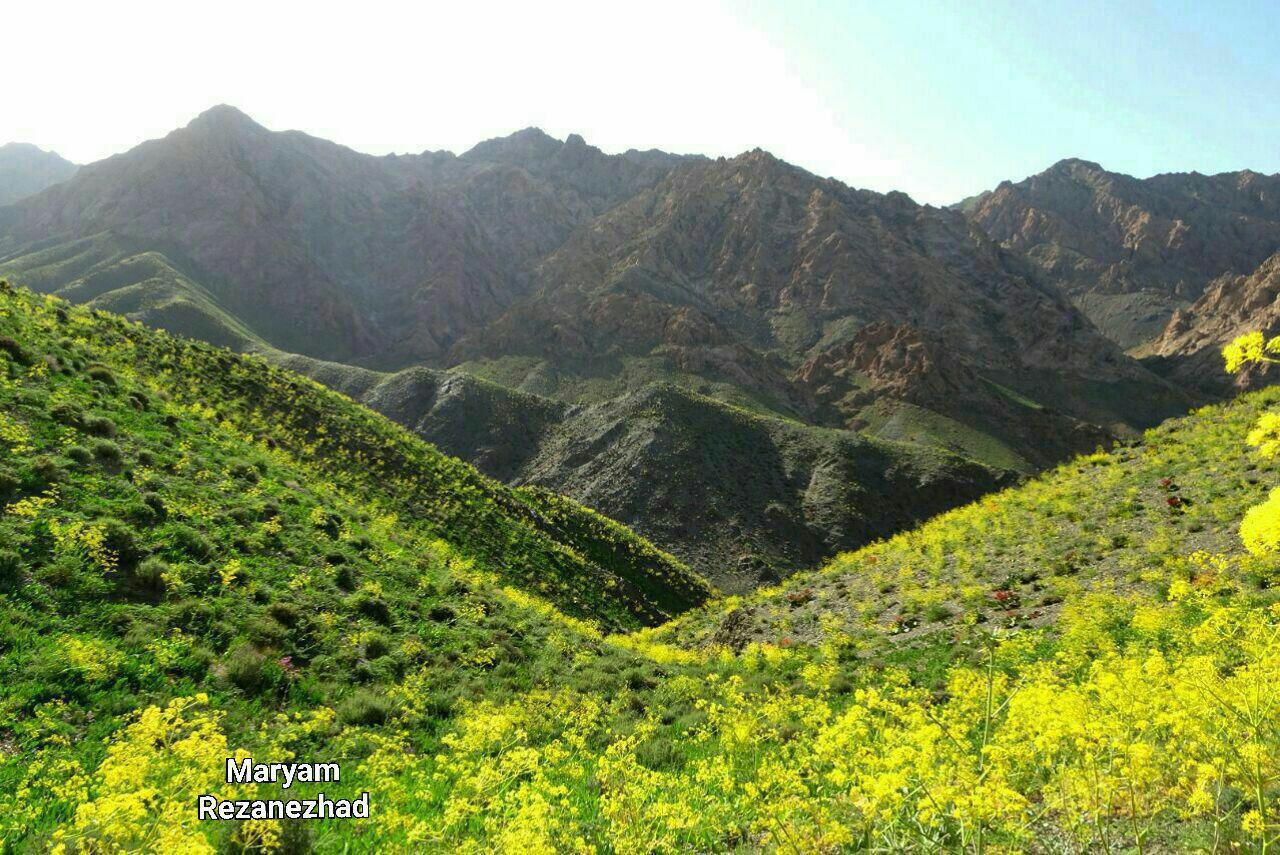
فرولا یا کومای زیبد
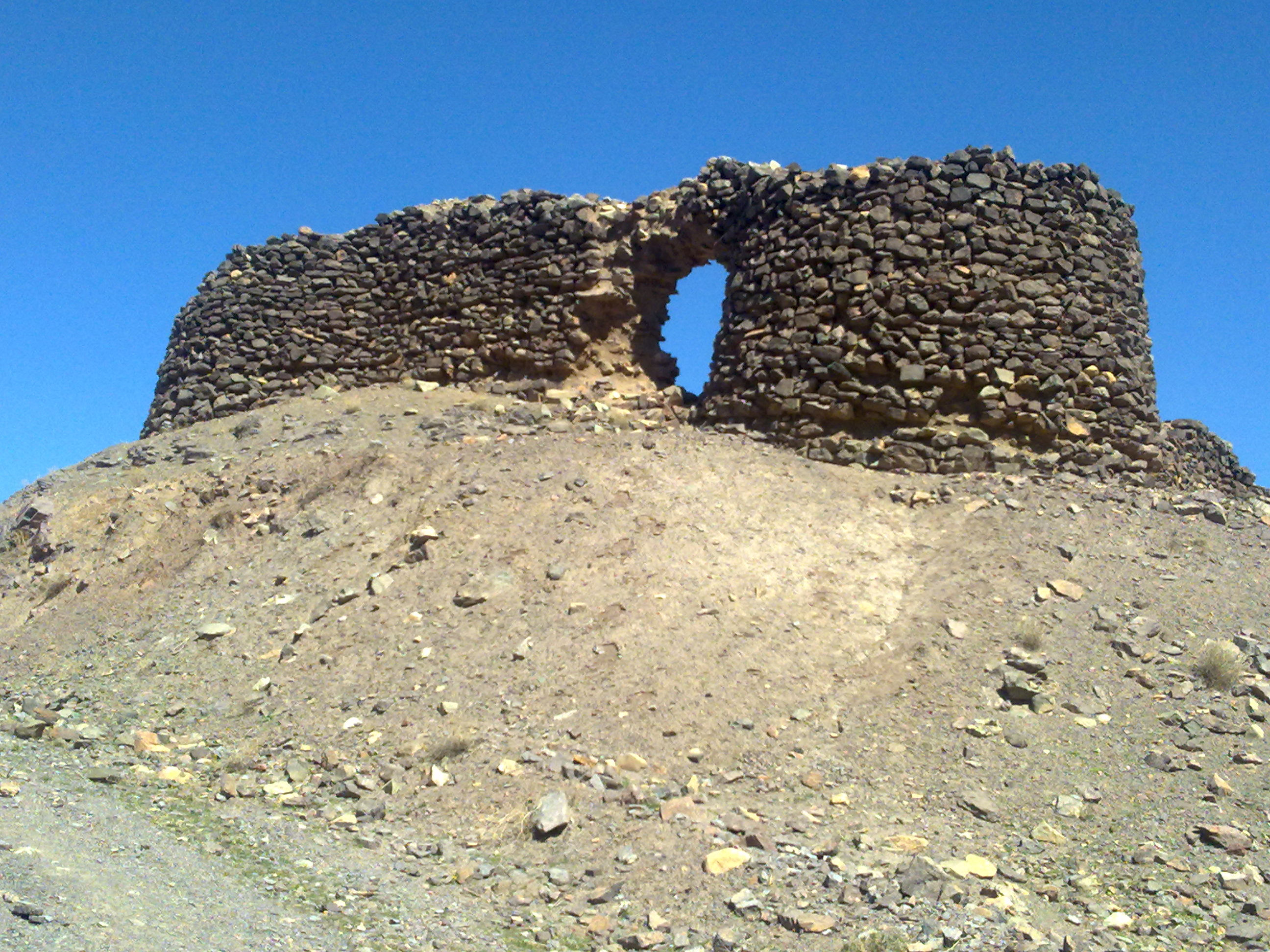
قلعه ۱۲رخ
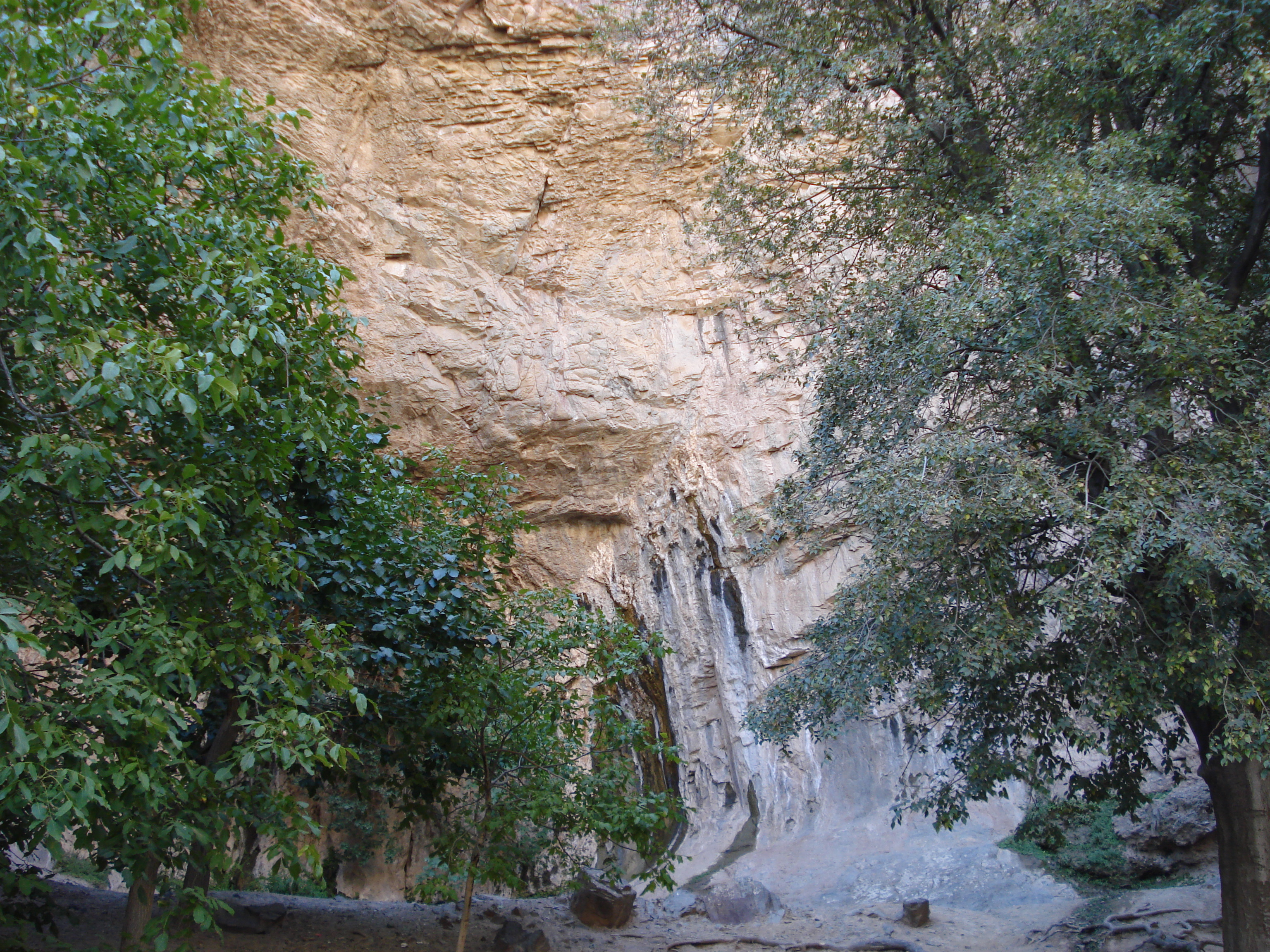
ایوان صوفه پیر
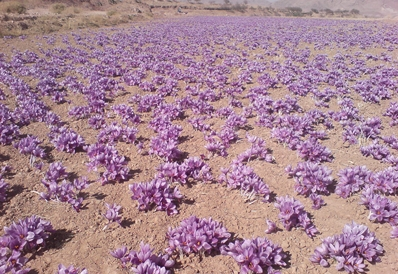
کشتمان زعفران دهستان زیبد
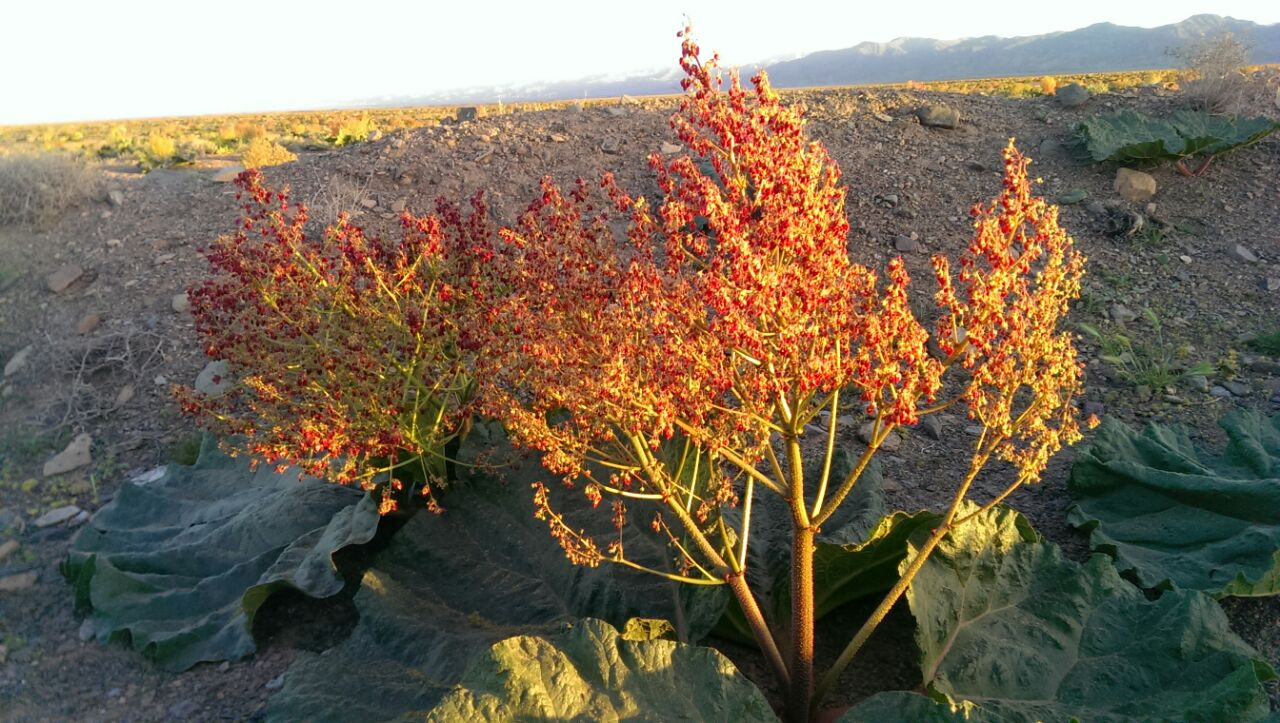
دشت ریواس
زیبد گناباد
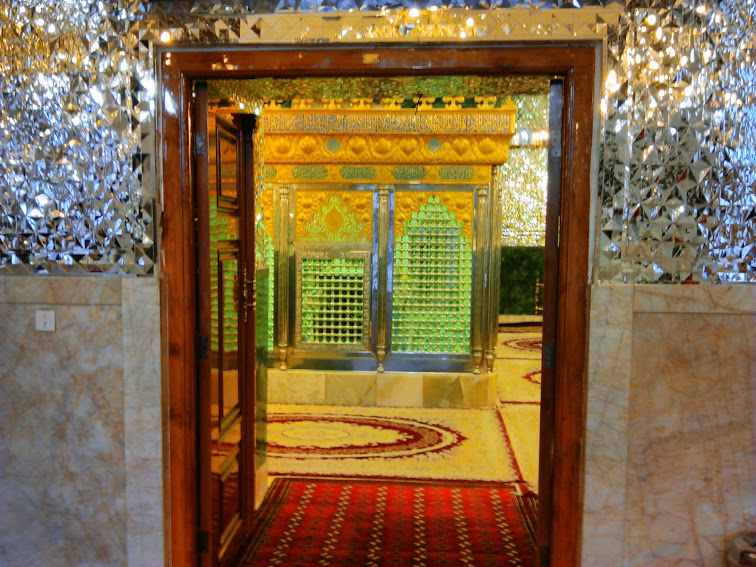
مزار شهر کاخک
قلعه ساسانی زیبد
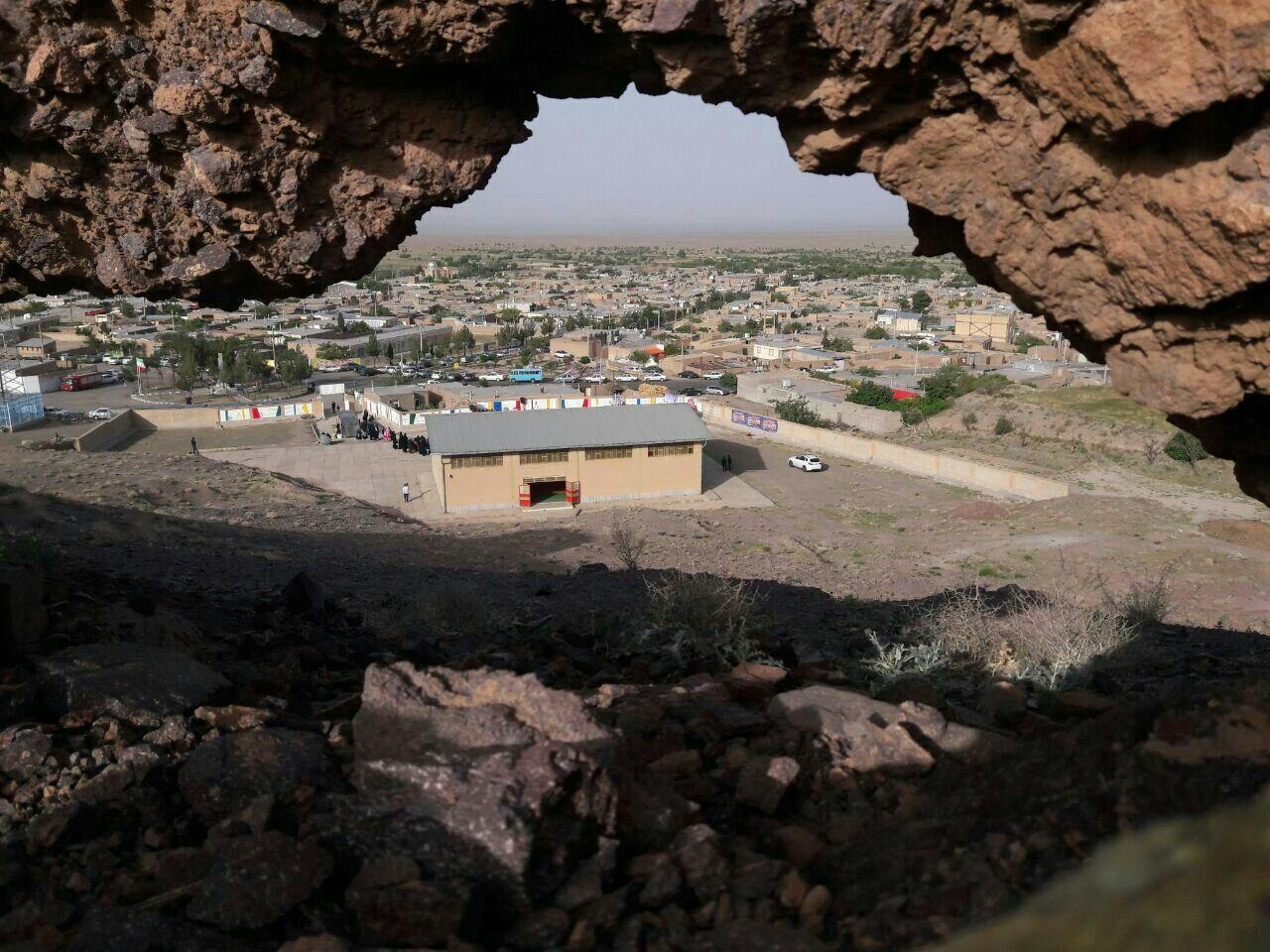
قلعه زیبد
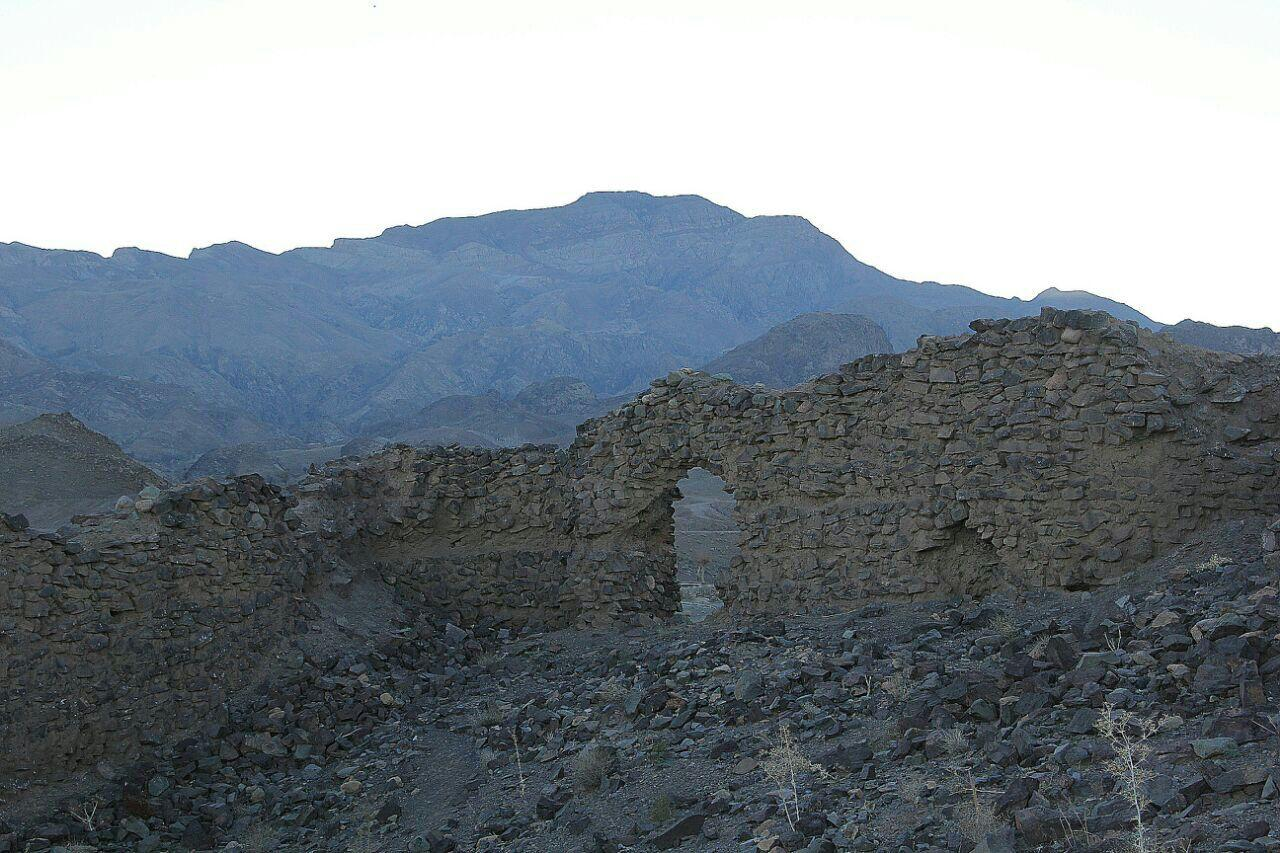
قلعه زیبد
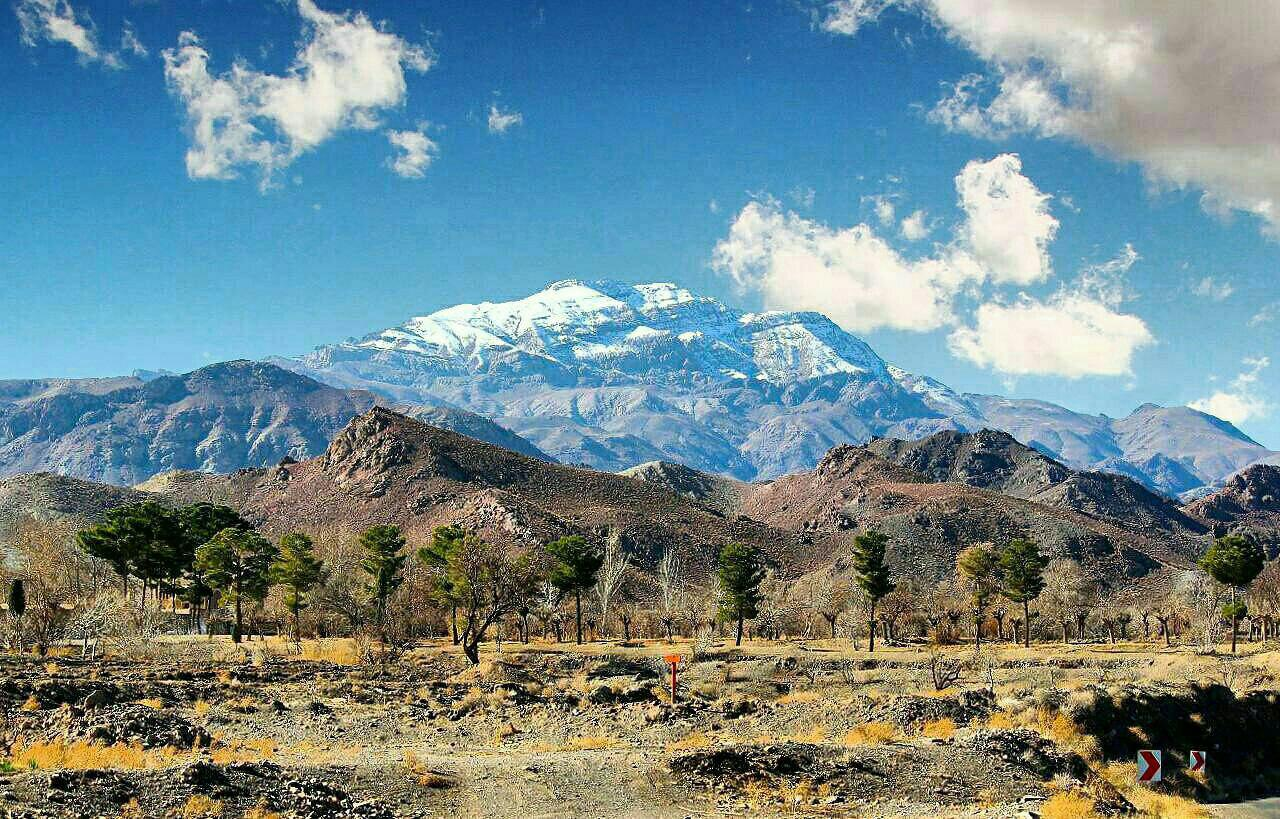
کوه زیبَد
شووچلگی یلدا در زیبد
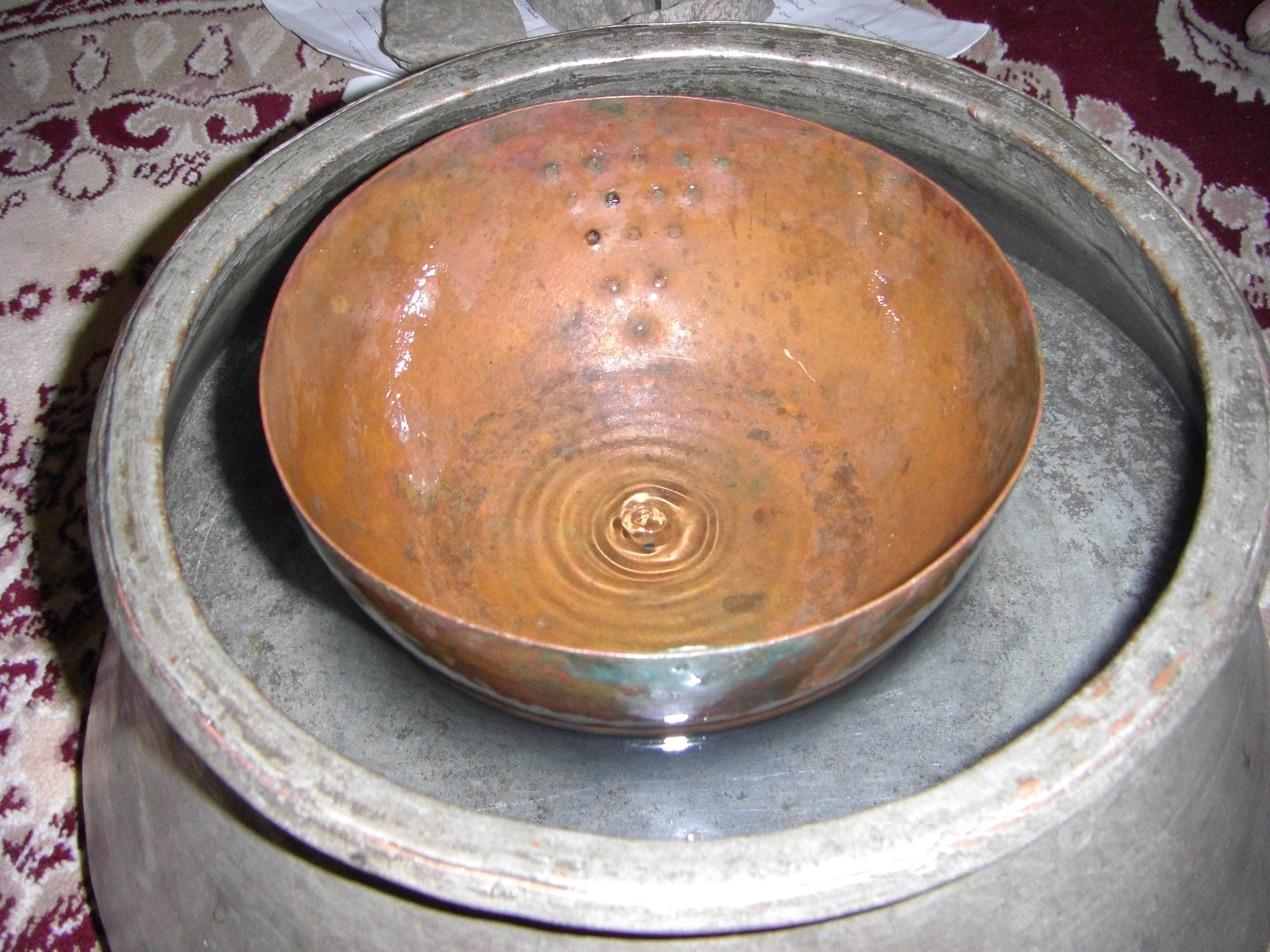
ساعت آبی سنجش زمان در کاریز زیبد گناباد
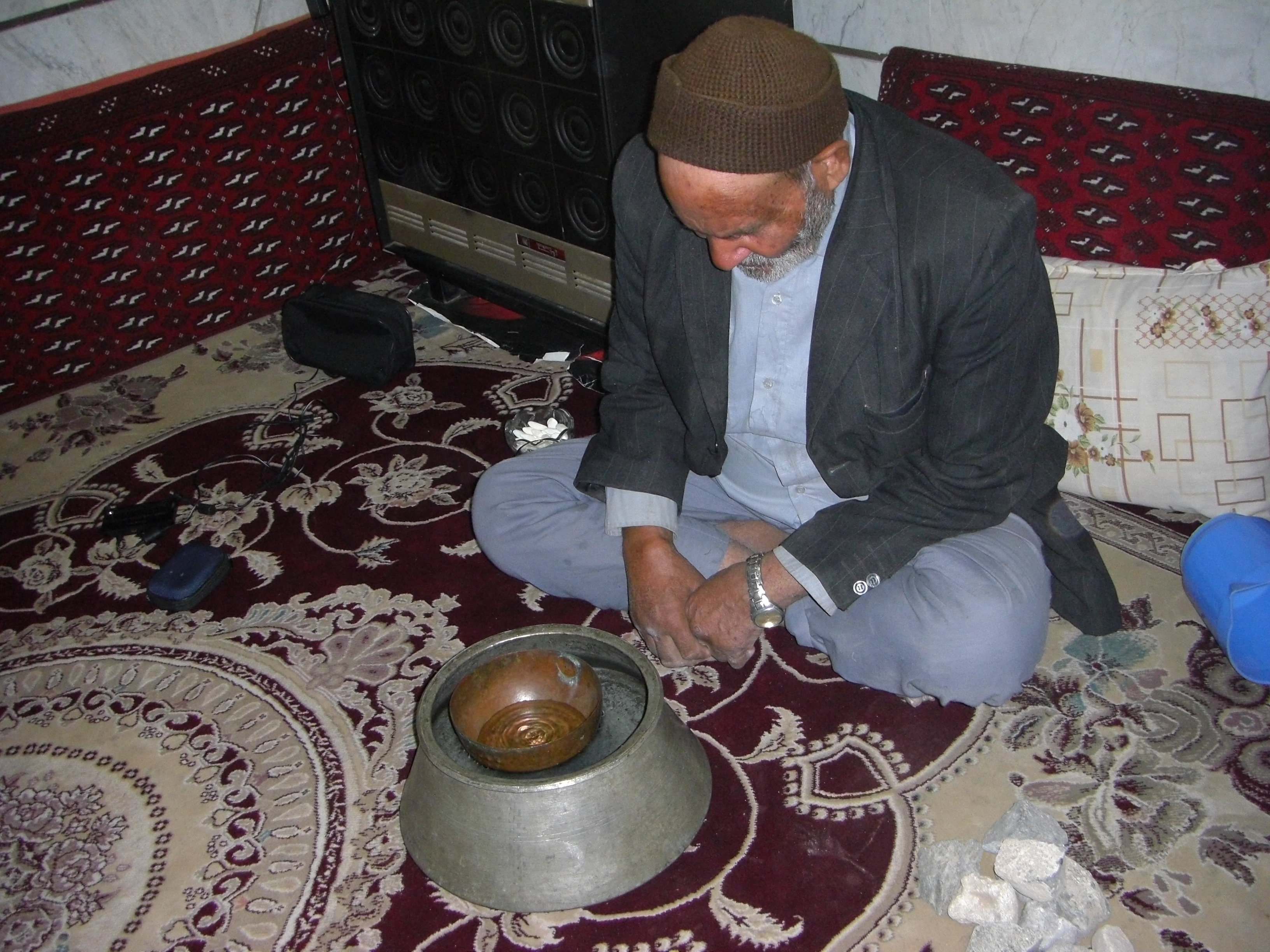
آخرین میراب سنتی نگهبان ساعت آبی قدیمی زیبد.
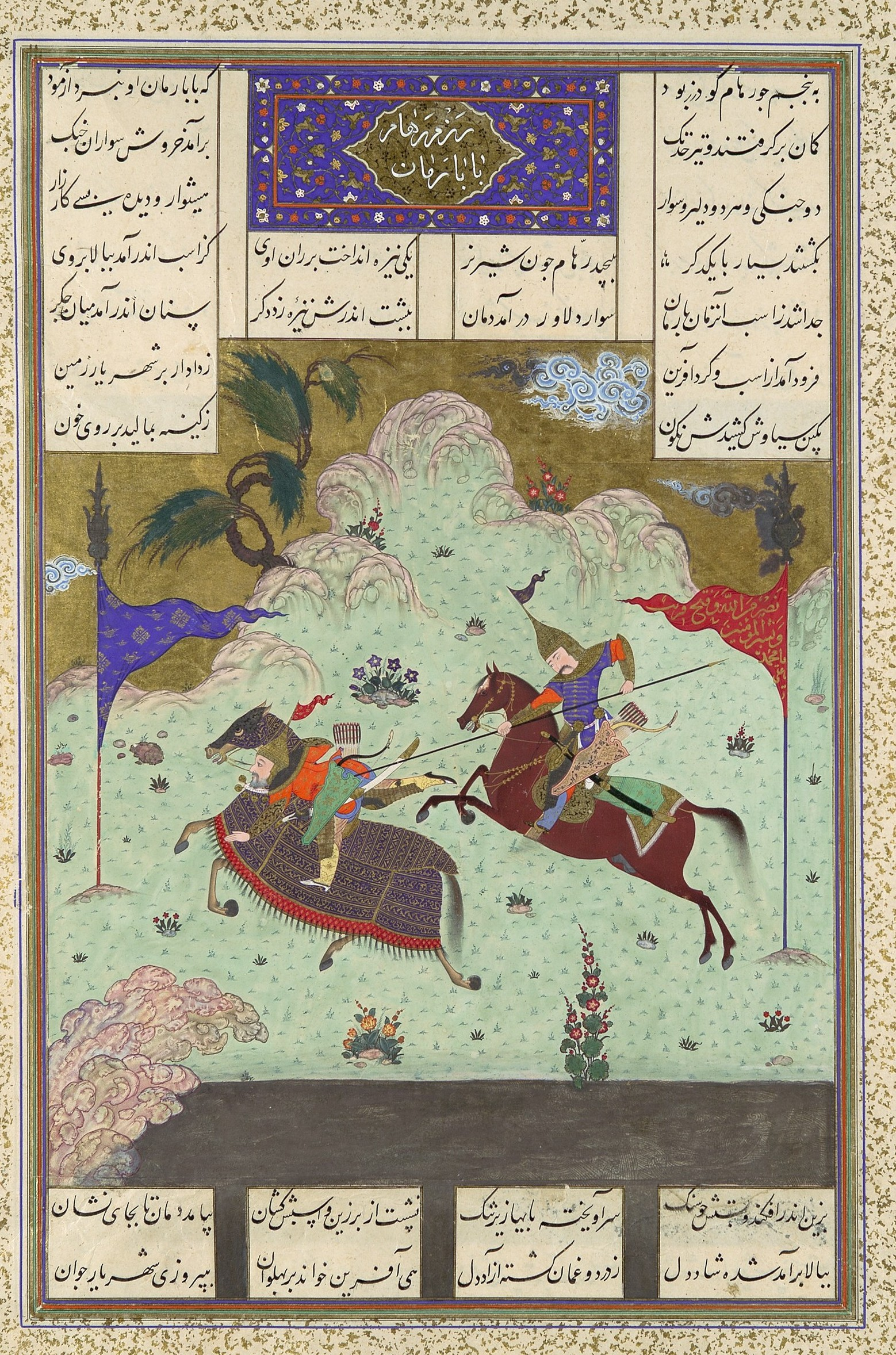
رُهام و بارمان
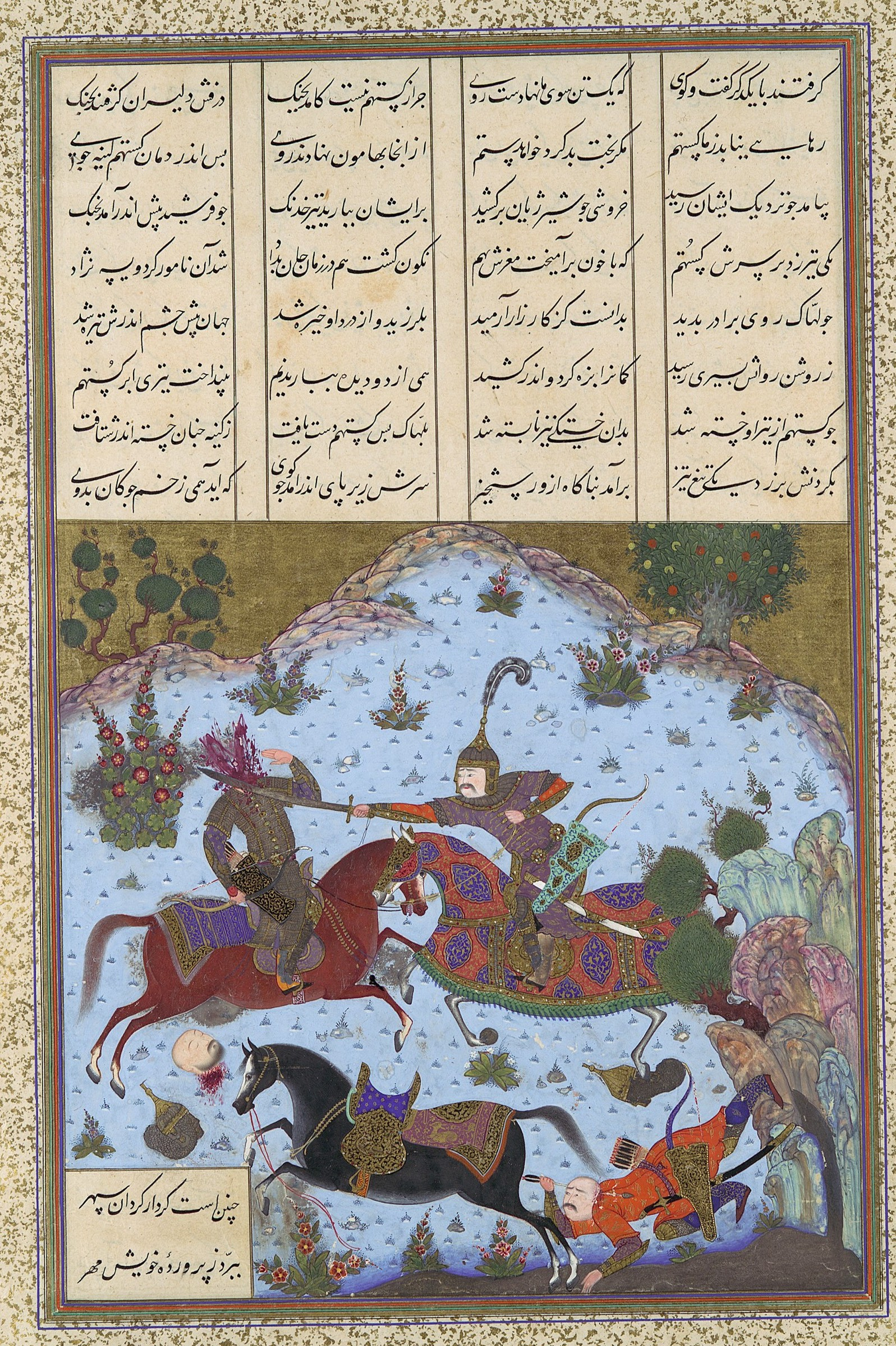
لهاک و فرشیدورد
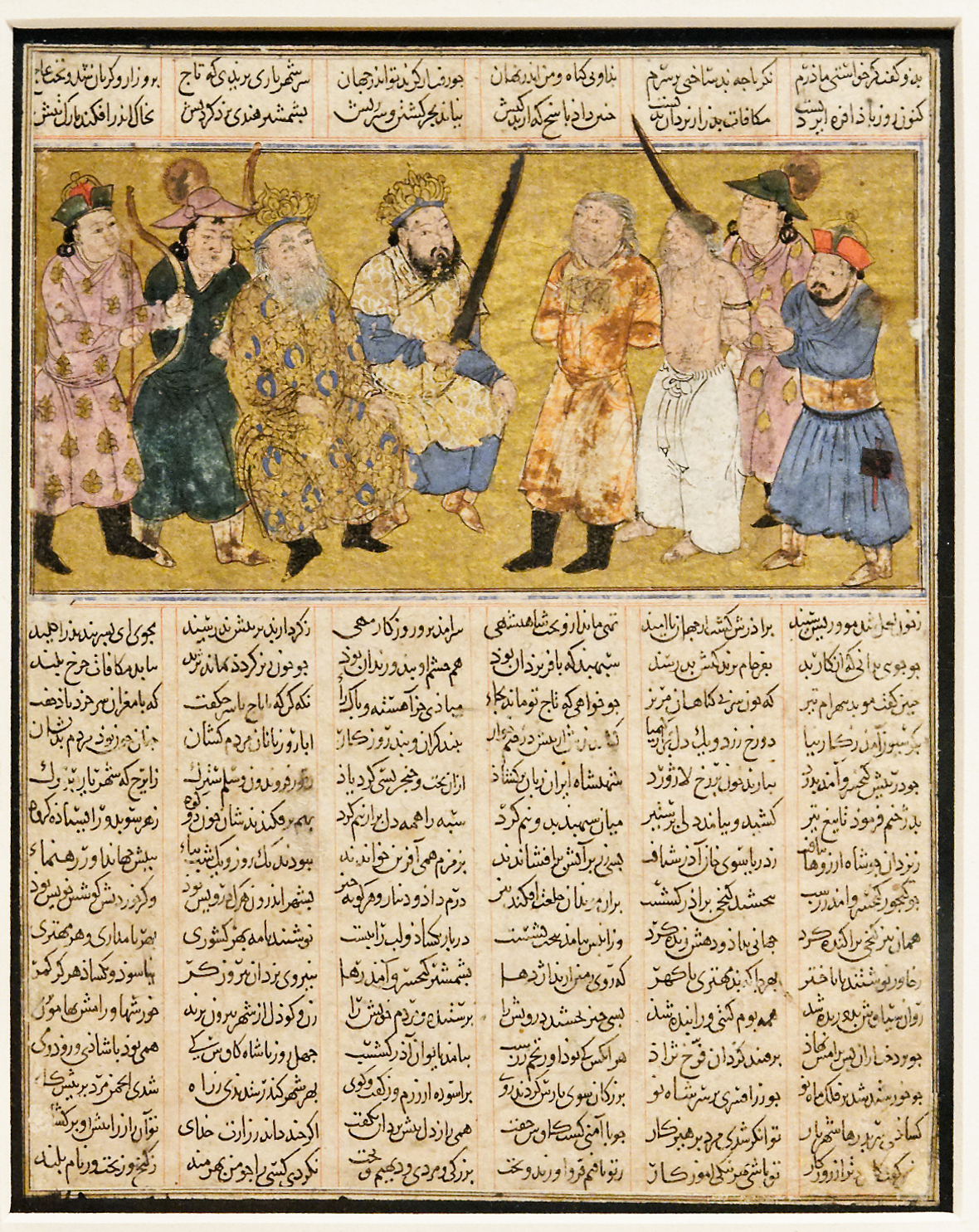
اسارت افراسیاب نزد کیخسرو
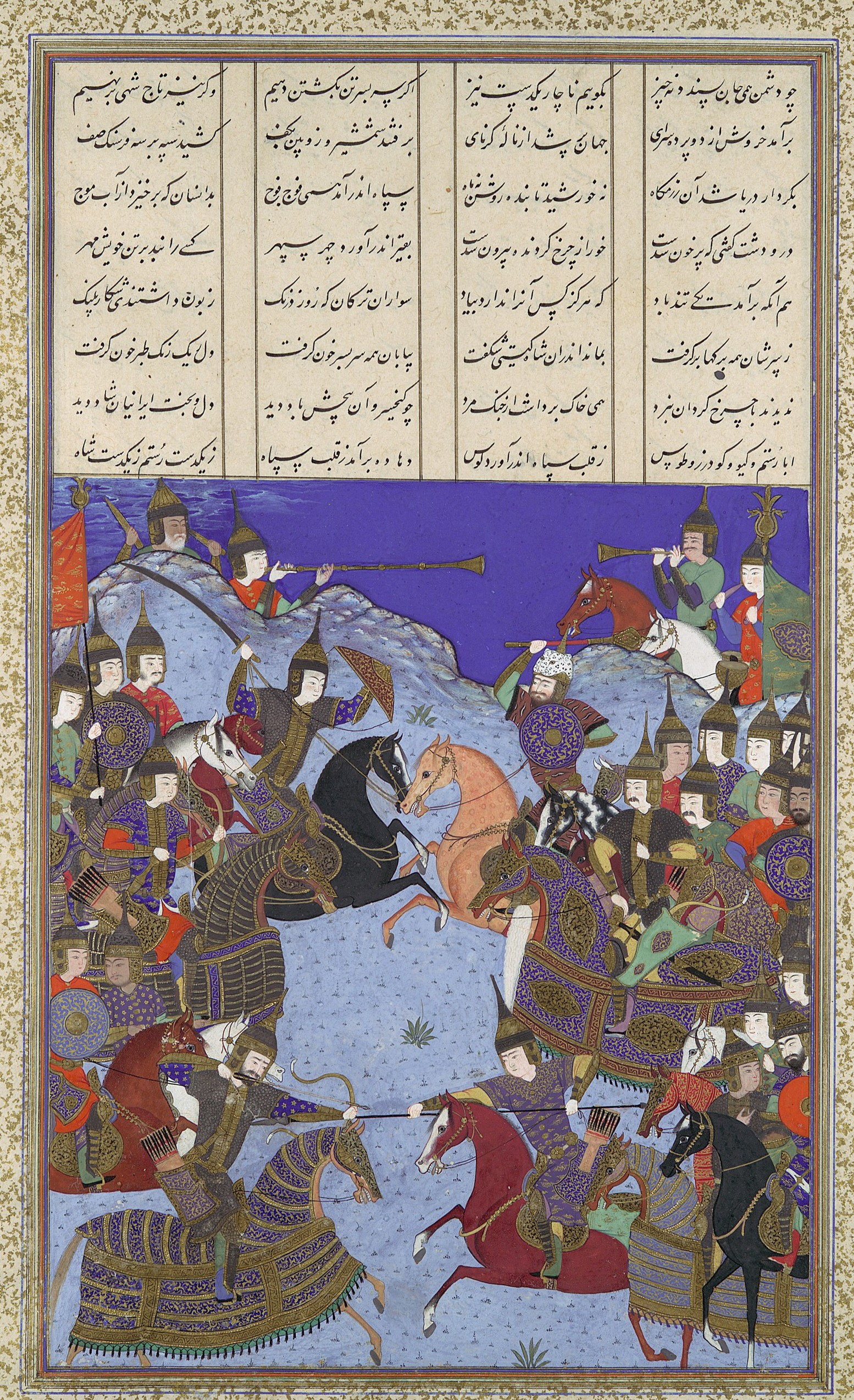
نبرد کیخسرو و افراسیاب
چشم انداز دژ زیبَد
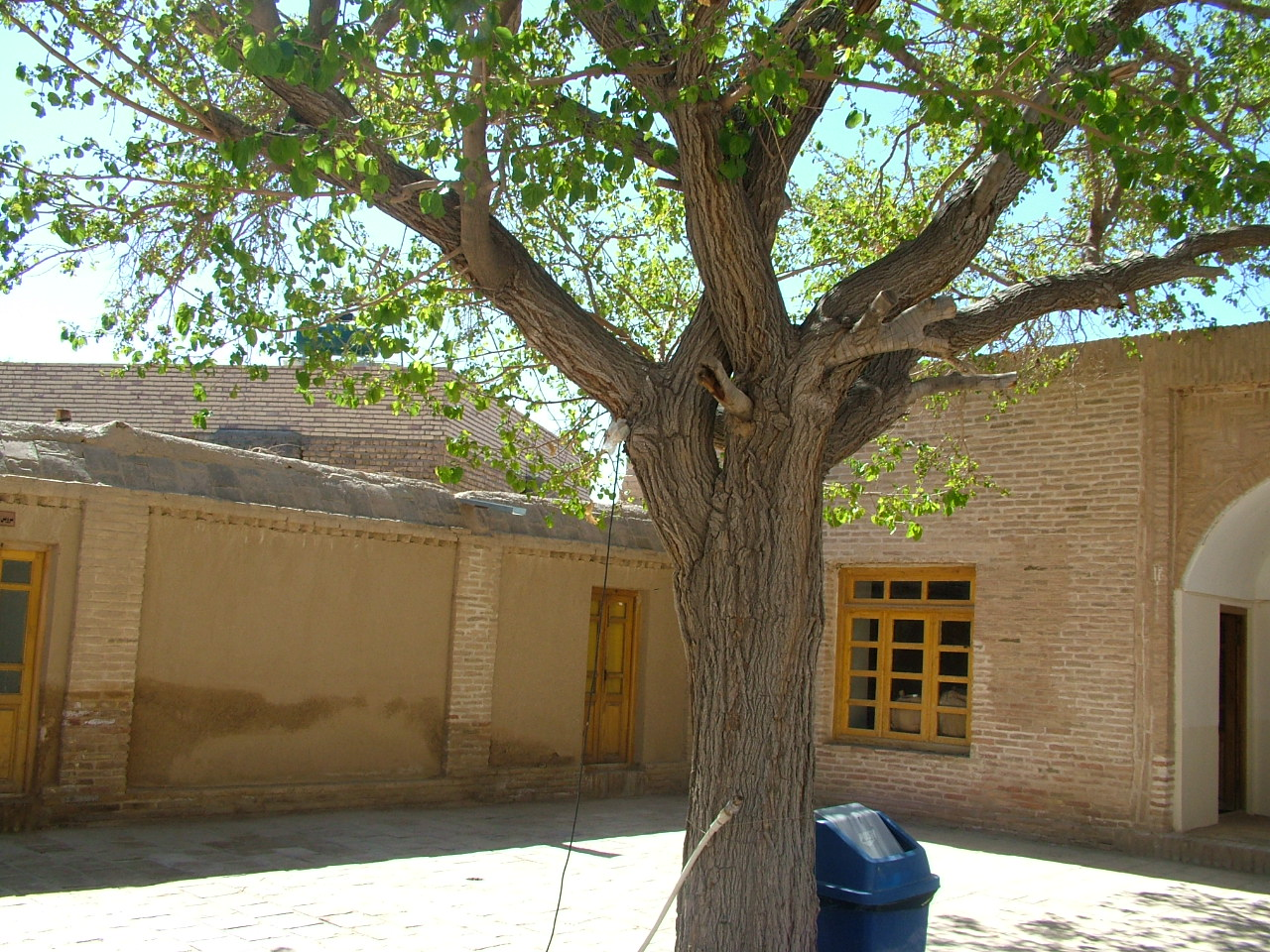
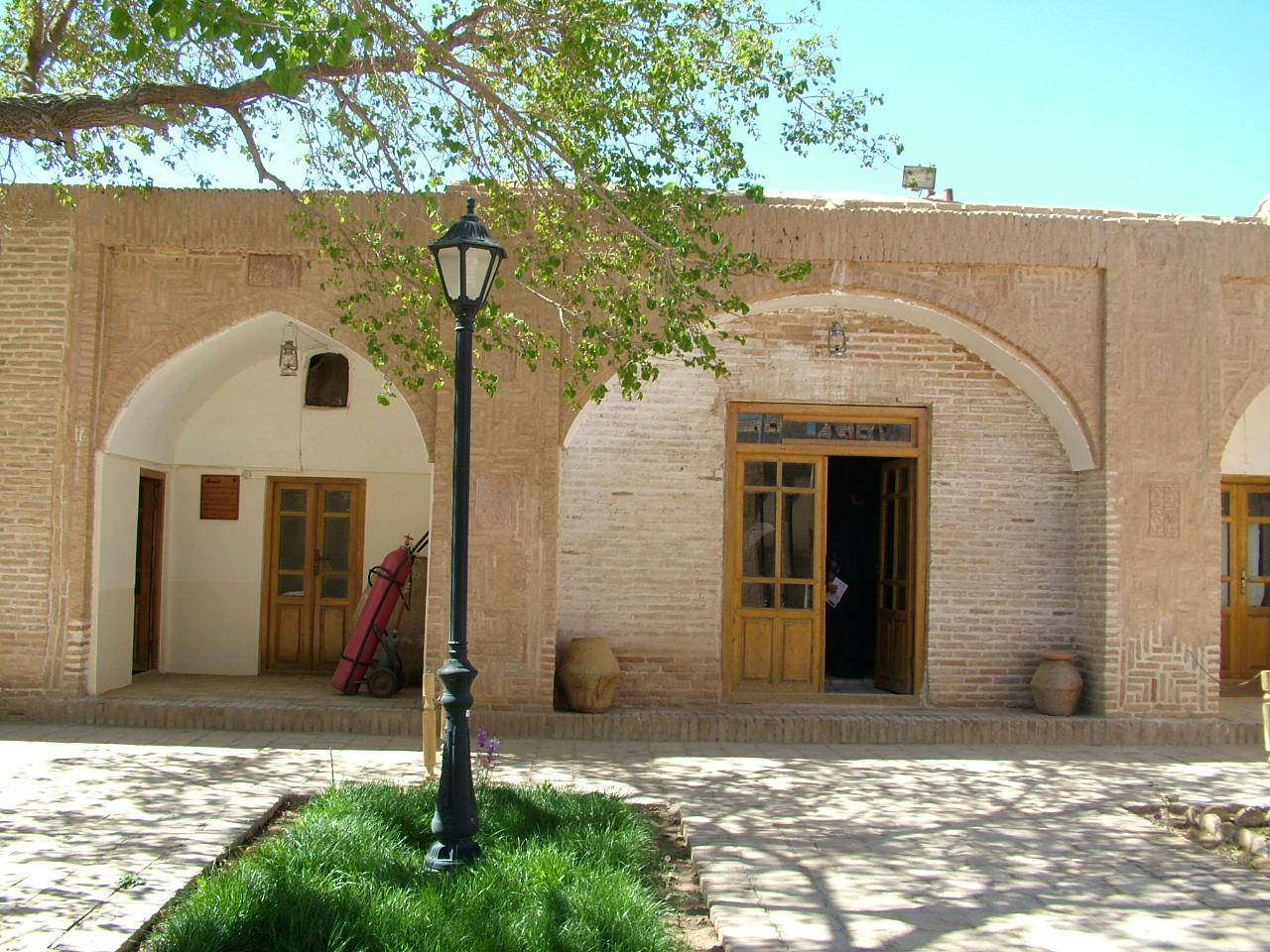
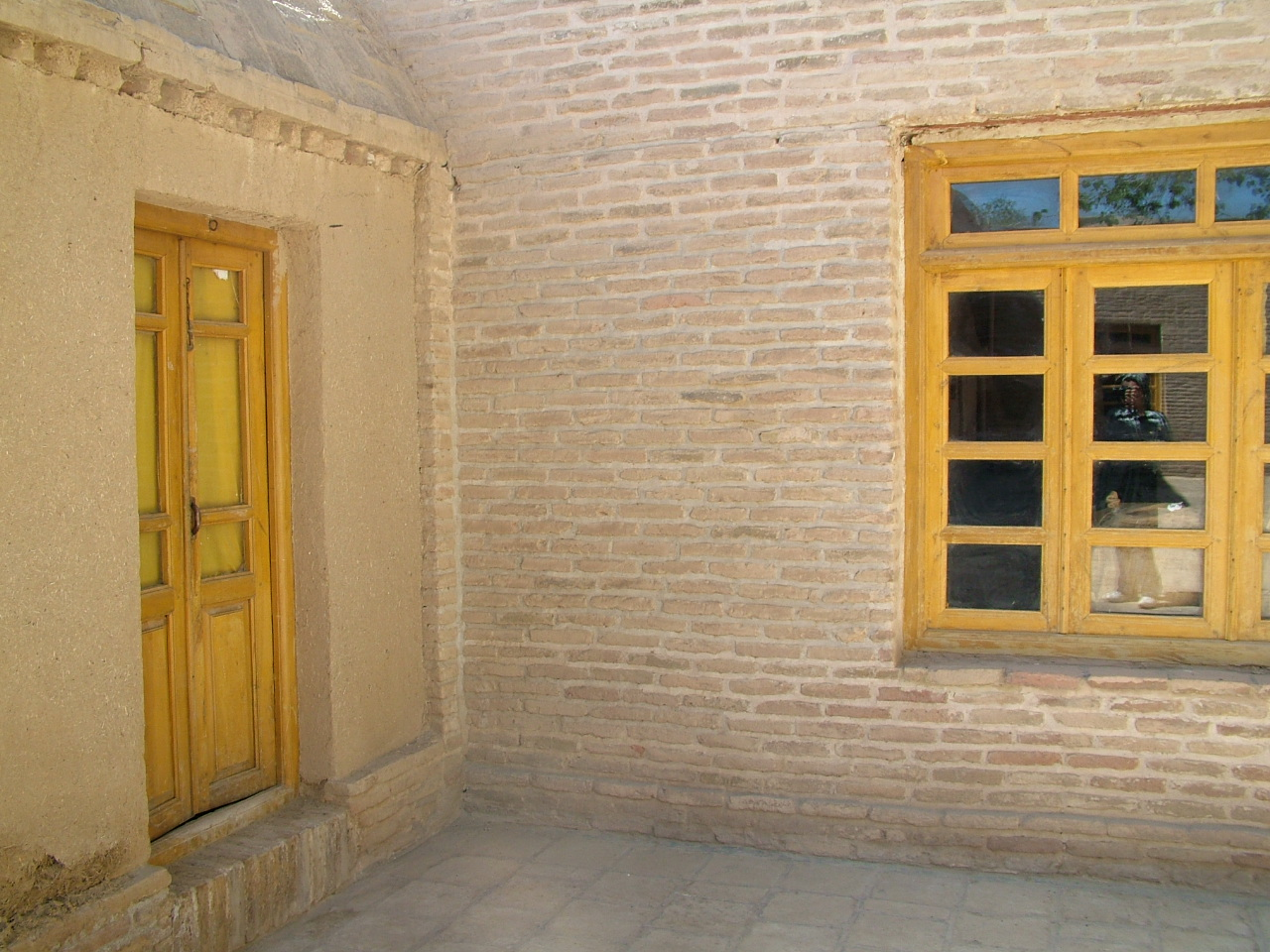